# Ceylon az 1972. évi nyári olimpiai játékokon
Ceylon az NSZK-beli Münchenben megrendezett 1972. évi nyári olimpiai játékok egyik részt vevő nemzete volt. Az országot az olimpián 2 sportágban 4 sportoló képviselte, akik érmet nem szereztek. Srí Lanka itt szerepelt utoljára Ceylon néven.

## Atlétika
Férfi
| Versenyző                 | Versenyszám | Előfutam | Előfutam | Előfutam | Negyeddöntő | Negyeddöntő | Negyeddöntő | Elődöntő | Elődöntő | Elődöntő | Döntő         | Döntő         |
| Versenyző                 | Versenyszám | Idő      | Hely.    | Össz.    | Idő         | Hely.       | Össz.       | Idő      | Hely.    | Össz.    | Idő           | Helyezés      |
| ------------------------- | ----------- | -------- | -------- | -------- | ----------- | ----------- | ----------- | -------- | -------- | -------- | ------------- | ------------- |
| Sunil Gunawardene         | 100 m       | 11,00    | 6.       | 73.*     | kiesett     | kiesett     | kiesett     | kiesett  | kiesett  | kiesett  | kiesett       | kiesett       |
| Sunil Gunawardene         | 200 m       | 21,60    | 3.       | 38.      | 21,31       | 8.          | 31.         | kiesett  | kiesett  | kiesett  | kiesett       | kiesett       |
| Wickramesinghe Wimaladasa | 400 m       | 46,62    | 4.       | 26.      | 46,50       | 5.          | 18.         | kiesett  | kiesett  | kiesett  | kiesett       | kiesett       |
| Lucien Rosa               | 10 000 m    | 30:20,2  | 16.      | 43.      |             |             |             |          |          |          | kiesett       | kiesett       |
| Lucien Rosa               | Maraton     |          |          |          |             |             |             |          |          |          | nem ért célba | nem ért célba |

* - egy másik versenyzővel azonos időt ért el

## Sportlövészet
Nyílt
| Versenyző                       | Versenyszám       | Pont | Helyezés |
| ------------------------------- | ----------------- | ---- | -------- |
| Daya Rajasinghe Nadarajasingham | Sportpuska, fekvő | 587  | 65.      |